# Диск-гольф

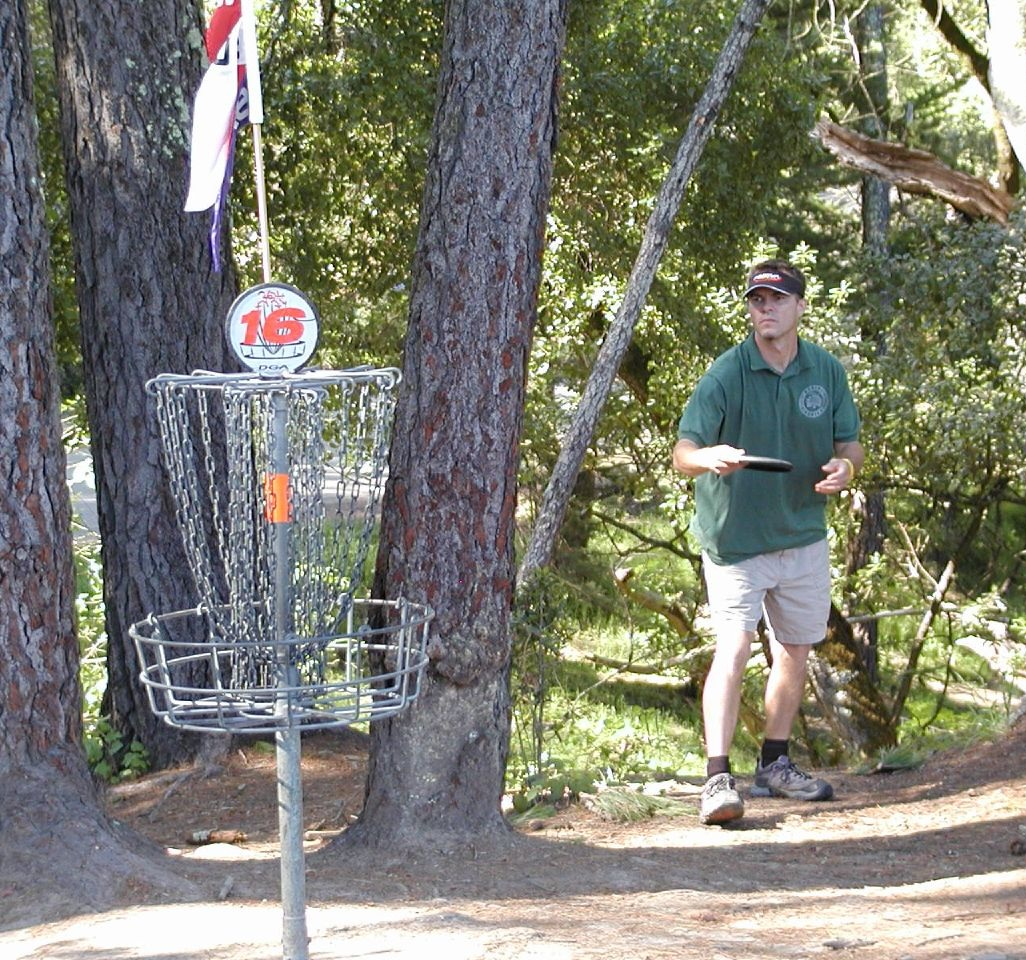
Гравець кидає диск у кошик

Диск-гольф (також фрісбі-гольф, англ. disc golf) — індивідуальний вид спорту з летючим диском, у якому гравці, змагаючись, намагаються пройти відрізки за найменшу кількість кидків диска (від стартової точки — «ті» до мішені/кошика). Кожен наступний кидок виконують від місця зупинки диска. 
Диск-гольф парки зазвичай прекрасно вписуються в інфраструктуру міських парків, лісопарків, там де є різноманітний ландшафт, що пропонує природні перешкоди на траєкторії польоту диска. Ці перешкоди є важливою частиною гри. Найбільш активно в диск-гольф грають у Північній Америці і Скандинавських країнах.
Диск-гольф, на відміну від класичного гольфу, доступніший і демократичніший вид спорту. Певних вимог до форми одягу немає; для початку гравцеві буде достатньо пари дисків, щоб почати грати. Майже всі дистанції для диск-гольфу — безкоштовні. Також проводяться професійні змагання з призами, зокрема грошовими.

## Історія виникнення

### Винайдення фрісбі
Історія однієї з найбільш знаменитих іграшок XX століття почалася 1871 року, коли Вільям Рассел Фрісбі, керівник пекарні компанії Olds Baking Company в Бриджпорті (штат Коннектикут) викупив підприємство і перейменував його в Frisbie Pie Company. Пироги були обладнані піддонами з фольги, на яких була рельєфно виштампована назва компанії. Набагато пізніше, в 1920-х, студенти Єльського університету, які у великих кількостях споживали пироги пекарень Фрісбі, використовували порожні піддони для розваги, перекидаючи їх один одному по повітрю.
У червні 1947 року американський пілот Кеннет Арнольд заявив, що під час польоту над Каскадними горами бачив кілька дископодібних об'єктів невідомого походження, і з його легкої руки в газетах з'явився новий термін — летюча тарілка (flying saucer). А на початку липня американська преса рознесла по всьому світі справжню сенсацію: у штаті Нью-Мексико зазнав катастрофи інопланетний літальний апарат! Увесь світ обговорював історію, яка міцно закріпила термін «летюча тарілка» в уяві людей. Можливо, саме це і підштовхнуло двох американських пілотів-ветеранів Другої світової — Волтера Моррісона і Воррена Францоні — до винаходу пластикового аналога піддону Frisbie's Pies.
Масове виробництво дисків почалося в 1951 році, але перша версія, попри всі спроби розрекламувати іграшку у зв'язку з інопланетними летючими тарілками, не мала особливого успіху (до того часу Францоні вийшов з партнерства). До середини 1950-х Моррісон значно удосконалив летючий диск, і демонстрації, які проводив винахідник, приваблювали численних глядачів. Багато спостерігачів були впевнені, що тарілка не може літати самостійно, і намагалися розглянути дроти, які нібито тягнулися за нею. Кмітливий Моррісон брав один долар за «невидимий провід», а «чарівний» диск давав безкоштовно. На одній з демонстрацій диск побачили Артур Мелін і Річард Нерр, власники компанії WHAM-O, яка виготовляла іграшки. Вони відразу оцінили потенціал, закладений в простій, але ефектною тарілочці, і незабаром Моррісон продав їм усі права. 1957 року тарілка під назвою Pluto Platter з'явилася на прилавках магазинів. У 1958-му, коли Моррісон отримав патент на свій винахід, виробники вирішили повернутися до історичної назви (змінивши одну літеру, щоб уникнути судових розглядів) — Frisbee.

### Походження і рання історія гри
Диск-гольф вперше винайдено на початку 1900-х років. Перша гра відбулась 1926 року в Бледворті (Саскачеван, Канада). Рональд Гібсон і група його шкільних приятелів кидали жерстяні кришки в 4-футові круги, намальовані на піщаних залисинах на подвір'ї школи. Вони називали цю гру Tin Lid Golf і грали в неї досить регулярно. Однак згодом кожен зайнявся своїми справами і часу на гру вже не було. Лише в 1970-х роках канадці перевинайшли диск-гольф, коли Кен Вестерфілд організував перші відкриті чемпіонати Канади з фрісбі-фристайлу в Торонто.
Початок історії сучасного диск-гольфу припадає на початок 1960-х років, але немає єдиної думки щодо того, кому першому прийшла в голову ця ідея. Відомо, що багато груп людей грали незалежно одна від одної впродовж 1960-х років. Наприклад, студенти Університету Райса в Х'юстоні (Техас) ще 1964 року проводили турніри, на яких в ролі мішеней використовували дерева. На початку 1960-х років гравці в Королівському парку Пендлтона в Аугусті (Джорджія) як мішень використовувати 50-тигалонний бак для сміття. 1968 року підлітки з району вулиць Анакапа і Сола грали у фрісбі-гольф у парку Аламеда в Санта-Барбарі (Каліфорнія). Газебоси, фонтани, освітлювальні ліхтарі і дерева були частиною дистанції. Це відбувалось упродовж кількох років. Із цієї компанії Кліффорд Таун потім утримував національний рекорд з тривалості перебування диска в повітрі.

### Ранні піонери спорту
Двома ранніми координаторами спорту були Джордж Саппенфілд і Кевін Доннеллі, які незалежно один від одного за підтримки компанії Wham-O змогли поширити його у свої каліфорнійських містах. Доннеллі почав грати у різновид фрісбі-гольфу під назвою вуличний фрісбі-гольф у 1959 році. 1961 року, працюючи керівником з організації відпочинку в місті Ньюпорт-Біч (Каліфорнія), він почав організовувати турніри з фрісбі-гольфу на дев'яти майданчиках, якими завідував. Кульмінацією цього став поністю задокументований міський турнір з фрісбі-гольфу 1965 року, спонсором якого була компанія Wham-O. На ньому мішенями були обручі. Було добре розписано правила, розмір мішеней, пари і призи. Турнір відвідав винахідник фрісбі Волтер Фредерік Моррісон. 1965 року Саппенфілд працював помічником з організації відпочинку під час літніх канікул у коледжі. Він розробив дистанцію, призначену для гри на ній дітей. Коли 1968 року Саппенфілд закінчив коледж, то він став завідувачем парків і організації відпочинку у Рекреаційному і парковому районі Корнехо в місті Таузанд-Оукс (Каліфорнія). Саппенфілд запланував турнір з диск-гольфу як частину рекреаційного проекту і звернувся до компанії Wham-O Manufacturing, щоб ті допомогли організувати змагання. Wham-O забезпечили турнір тарілками для кидання і обручами в ролі мішеней. Однак лише на початку 1970-х років майданчики почали масово з'являтися в різних місцях Середнього Заходу і  Східного узбережжя.

### Створення сучасної гри
"Впертий Ед" Гедрік і Дейв Даніпейс були двома винахідниками і гравцями, які дуже вплинули на теперішніх перебіг гри в диск-гольф. Гедрік ввів першу формальну мішень для диск-гольфу з ланцюгами і кошиком,, а 1983 року Дейв Даніпейс запатентував сучасну форму диска для диск-гольфу зі скошеним краєм, який надає дискові більшої дальності польоту і точності. Дейв був одним із засновників компанії Innova Discs, добре відомого виробника дисків. 1976 року Гедрік заснував DGA - Асоціацію диск-гольфу, потім PDGA - Професійну асоціацію диск-гольфу і RDGA. 1982 року Тед Сметерс взяв на себе керування PDGA, яка тепер стала незалежно встановлювати правила цього спорту.
"Впертий Ед" Гедрік почав думати про цей спорт під час своєї роботи в компанії Wham-O, коли він створив і запатентував сучасний фрісбі. Гедрік розробив і встановив першу стандартизовану дистанцію з мішенями в місці, відомому тоді під назвою Парк дубового гаю в Ла-Каньяда-Флінтридж (Каліфорнія). (Нині парк називається Гагамонгна Вотершед Парк).  Ед заснував Міжнародну асоціацію фрісбі (англ. The International Frisbee Association, IFA) і почав встановлювати стандарти для різноманітних видів спорту з використанням фрісбі, зокрема Distance, Flying disc freestyle і Guts.
Гедрік запатентував Disc Pole Hole, першу мішень для диск-гольфу, яка мала ланцюги і кошик на жердині. Він почав був розробляти мішені, тому що був втомлений сперечатися зі своїми друзями, що вважати зарахованим диском. Він заснував Професійну асоціацію диск-гольфу  (англ. Professional Disc Golf Association, PDGA) і Рекреаційну асоціацію диск-гольфу  (англ. Recreational Disc Golf Association, RDGA) для змагань і відпочинку відповідно. Гедрік передав контроль і управління PDGA, щоб самому зосередитися на розробці обладнання для цього спорту.
1978 р. США - публікується перше видання правил диск-гольфу

## Правила гри

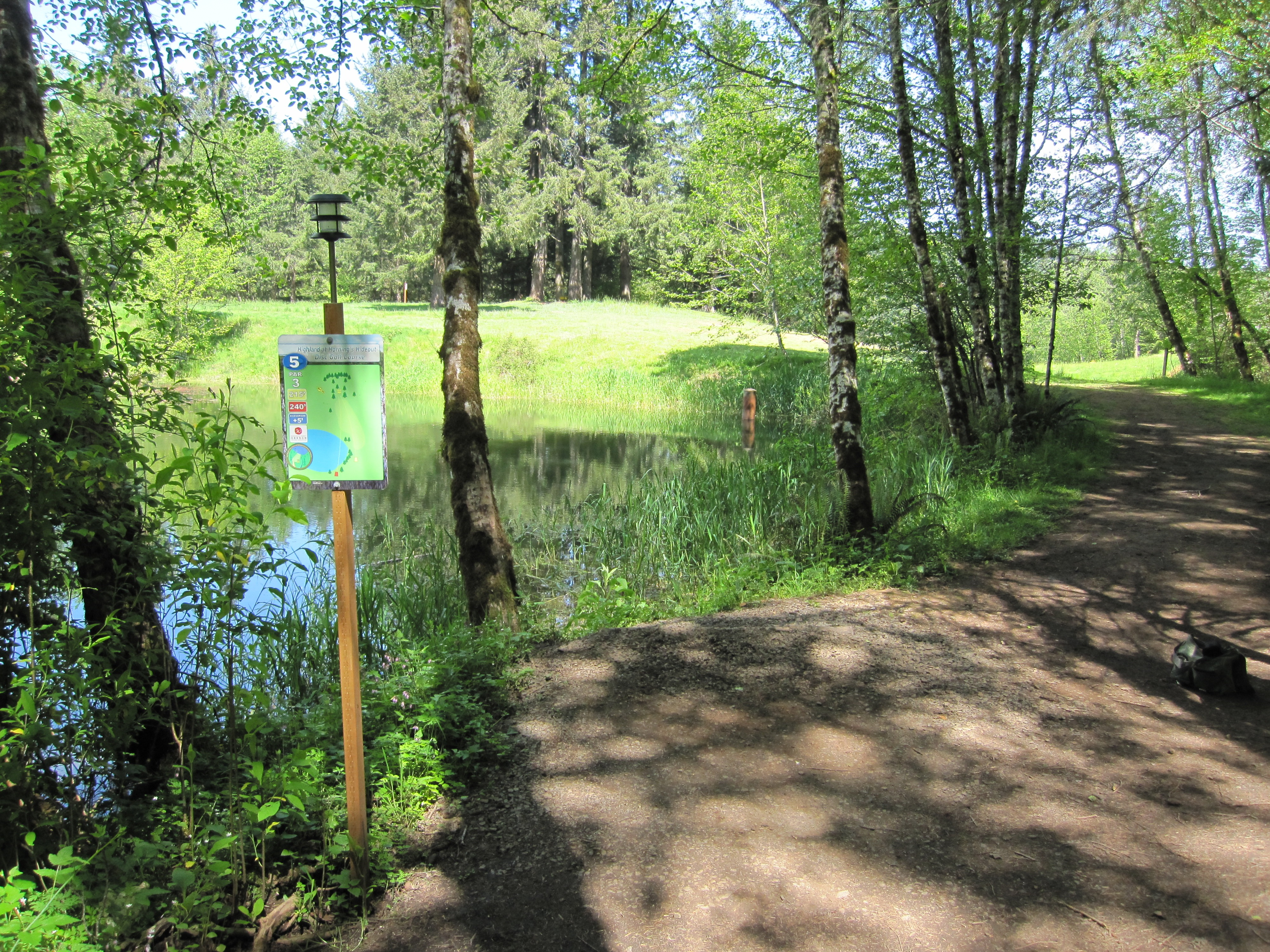
Ті - місце кидка

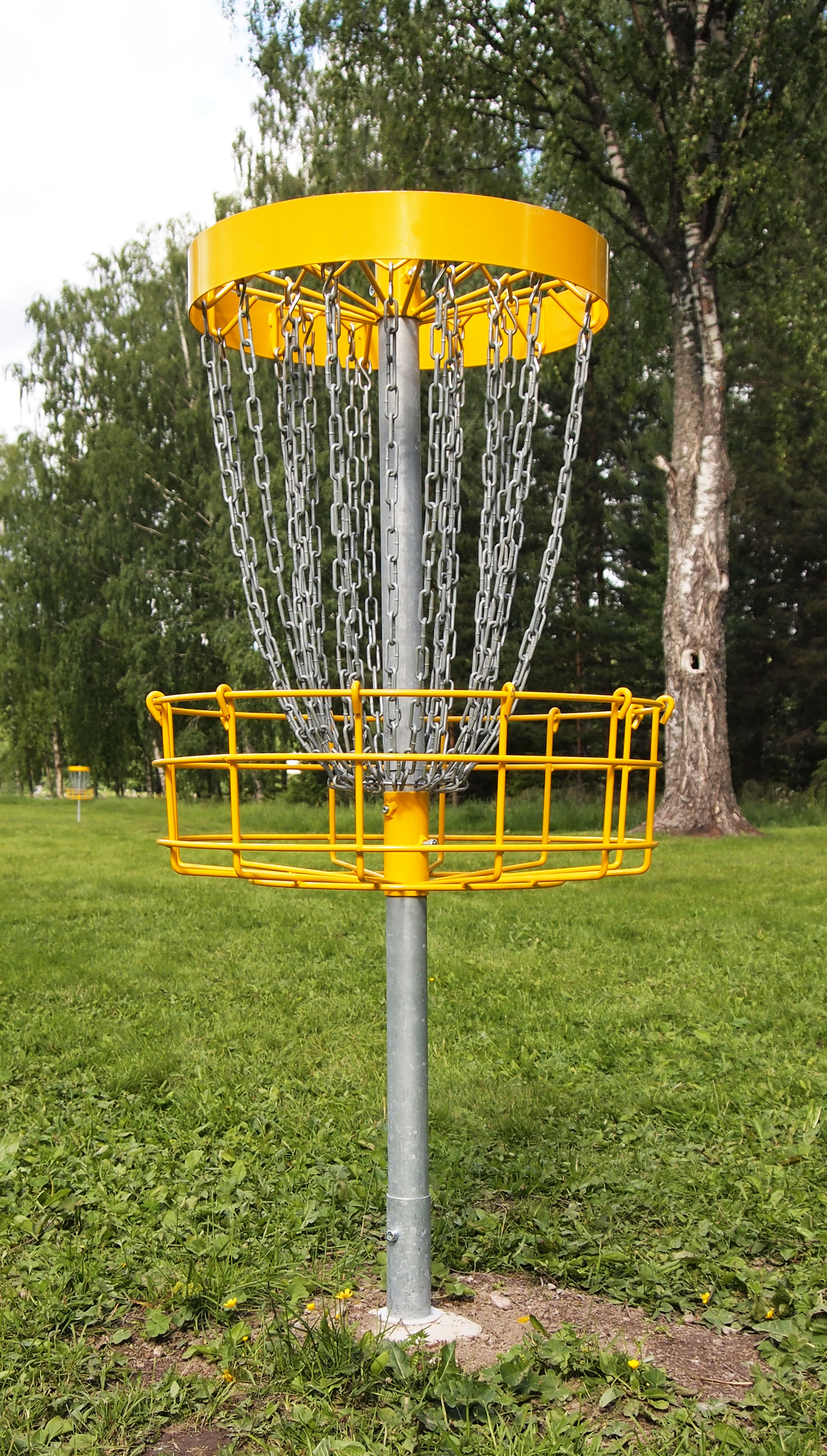
Кошик для Диск-гольфу

Гравець повинен послідовно пройти дистанцію, яка традиційно складається з 18 відрізків, але досить часто зустрічаються скорочені дистанції - з 9 відрізків, рідше 6, 12, 24 та 27 . 

### Ті (англ.tee pad)
Початок відрізка («ті») – місце кидка, зазвичай штучний килим-газон або майданчик з бетону, асфальту, гуми,  гравію, орієнтований на кошик, оскільки його не завжди видно, і стовпчик з номером і схемою відрізка. PDGA рекомендує розмір «ті» не менш як 1,2 метра 3 метри завдовжки.

### Кошик/мішень
Кошик на стовпі, іноді з яскравим жовтим ободом зверху, і ланцюгами-вловлювачами під ним. Зверху той самий номер відрізка. Попавши в ланцюги, диск зупиняється і падає в кошик з характерним звуком.
Іноді використовують мішені-об'єкти, які по-особливому дзвенять якщо попасти в них диском. Вони зазвичай коштують дешевше, ніж кошики, однак приносять менше задоволення від гри. 

### Хід гри
Гравці невеликими групами (3-5 осіб) виконують кидки з першої точки «ті», в заданому порядку. Кожен наступний кидок виконують від місця зупинки диска після попереднього кидка. Першим кидок виконує той, чий диск лежить далі від кошика/мішені. Кидки виконують до тих пір, поки диск не потрапить до кошика. Після того, як всі гравці групи завершили відрізок, вони переходять до наступного відрізку, і так до кінця дистанції.

### Підрахунок очок
Кидки на кожному відрізку складаються, а потім підсумовуються всі кидки з усіх відрізків. Переможцем стає той, хто пройде дистанцію, виконавши найменшу кількість кидків.

### Рахунок
| Рахунок | Назва                         | Опис                                                                     |
| ------- | ----------------------------- | ------------------------------------------------------------------------ |
| -4      | Кондор (Condor)               | На чотири кидки менше, ніж пар                                           |
| -3      | Альбатрос (Albatross)         | На три кидки менше, ніж пар                                              |
| -2      | Ігл (Eagle)                   | На два кидки менше, ніж пар                                              |
| -1      | Берді (Birdie)                | На один кидок менше, ніж пар                                             |
| 0       | Пар (Par)                     | Кількість кидків, за який гравець повинен пройти відрізок за регламентом |
| +1      | Богі (Bogey)                  | На один кидок більше, ніж пар                                            |
| +2      | Подвійний богі (Double bogey) | На два кидки більше, ніж пар                                             |
| +3      | Потрійний богі (Triple bogey) | На три кидки більше, ніж пар                                             |

Читайте також повні правила диск-гольфу [Архівовано 10 серпня 2020 у Wayback Machine.] українською мовою. 

## Диски
Виготовлені з м'якого гнучкого пластику. Зазвичай діаметр диска 21 см і вага 150 - 180 г. Форма і вага диска регламентовані PDGA (Професійна асоціація диск-гольфу), в офіційних змаганнях гравець може використовувати лише схвалені PDGA диски.
Для диск-гольфу використовується величезна кількість дисків, що розрізняються між собою різними характеристиками польоту. Основні характеристики польоту: швидкість (Speed), планування (Glide), поворот (Turn), спад (Fade). Маючи різні комбінації польотних характеристик, диски утворюють три основні групи: драйвер (для дальніх кидків), мід-ренч (для кидків середньої дальності) і паттер (для потрапляння в кошик). Основні характеристики польоту деякі виробники позначають чотирма цифрами у зазначеному порядку. Зовні диски відрізняються профілем перерізу - наприклад, більш плоске дно і більш гострий край у драйвера.
Також існує міні-диск (маркер). Його використовують гравці для маркування місця зупинки диска. Міні-диск кладуть впритул перед зупиненим диском, по лінії від центру диска до кошика, і кидок виконують від міні-диска.

## Траєкторія польоту диска і спеціальні кидки

### Фази польоту диска, вибір диска
На відміну від гольфу, гравець у диск-гольф має більше можливостей вибрати траєкторію польоту і спосіб кидка. Ми будемо розглядати диски для дальніх кидків (драйвер), оскільки в них найбільш виражені дві фази польоту. Також ми будемо використовувати в описі кидок бекхенд правою рукою. Якщо ви лівша, або кидаєте форхенд, вам потрібно дзеркально відобразити те, про що піде мова нижче.

#### 1) Високошвидкісна перша частина польоту (сильне обертання)
- За замовчуванням усі диски при високій початковій швидкості і швидкості обертання будуть прагнути праворуч, це називається поворот (Turn)
- При цьому, якщо параметр швидкості диска високий (11-13), то новачкові не вистачить сил, щоб диск пішов праворуч. (нижча підйомна сила завдяки більш плоскому профілю)
- Параметр Терн у диска тим сильніший, чим більше від'ємне число зазначено на ньому.
- Високошвидкісний диск, але з сильним терном компенсує слабкі кидки новачків.

#### 2) Низькошвидкісна фаза польоту (швидкість диска зменшується через опір повітря)
- За замовчуванням усі диски при зменшенні швидкості будуть прагнути ліворуч, це називається спад (Fade) (за рахунок прецесії викликаної гравітацією)
- При цьому, якщо параметр швидкості диска високий (11-13), то спад почнеться швидше, і диск звалиться наліво. (нижча підйомна сила за завдяки більш плоскому профілю)
- Параметр спад (Fade) у диска тим сильніший, чим більше число зазначене на ньому,
- Диск зі слабким поворотом (Turn), але сильним спадом (Fade) компенсує сильні кидки гравців, дозволяючи диску повернутися ліворуч в кінці утворюючи S подібну траєкторію польоту.

#### Ідеальний драйвер диск
Ідеальний драйвер диск для вас - диск який при кидку з технікою і силою буде пролітати точніше і далі. Якщо вам не пощастило, і ви все-таки купили диск, який не підходить для вас (завалюється праворуч, не встигнувши завернути наліво або ж летить ліворуч відразу ж, сильно зменшуючи відстань) То ви можете вдатися до хитрощів - нахилять диск у ту або іншу сторону, компенсуючи його польотні характеристики.

#### Хайзер і Анхайзер
Для кидків Бекхенд правою рукою - Хайзер (англ. hyzer) - зовнішній (лівий) край диска опущений вниз, Анхайзер - (англ. anhyzer) - зовнішній (лівий) край диска піднятий вгору. Для Кидків Форхенд, все навпаки. Все залежить від використовуваного диска в грі. Так звичайна поведінка диска при кидку Бекхенд правою рукою - за зниження швидкості його обертання - він падає лівіше первісної траєкторії запуску, при Форхенді - правіше. Використовуючи різні кути нахилу, можна коректувати траєкторію польоту кожного диска, змушуючи його летіти праворуч/ліворуч у першій частині польоту (коли він крутиться швидко). Таким чином, знаючи індивідуальні параметри польоту диска і використовуючи різний кут нахилу, можна успішно обходити всі перешкоди на шляху до кошика. Наприклад, диск з сильним спадом можна змусити летіти по U і S - подібних траєкторіях, нахиливши диск направо при кидку Бекхенд правою рукою (Анхайзер) На дистанції диск-гольфу є відрізки, де гравець зобов'язаний обійти перешкоду, зазвичай дерево, тільки праворуч або тільки зліва.

#### Спеціальні кидки
У кидку апсайд-даун диск кидають у вертикальному положенні з-за плеча, так само як м'яч або камінь. Диск повертається в повітрі зазвичай в нормальне положення (догори дном) і знижується знову вертикально. Кидок можна використовувати, наприклад, щоб подолати високу перешкоду.
У деяких випадках можна використовувати кидок ролер, коли диск котиться по землі. Кидок підходить для обходу перешкоди знизу.
Ще одним рідкісним є кидок тамбер, диск кидають у вертикальному положенні з-за плеча, при цьому внутрішній бік диска спрямований до гравця. Кидок може бути низьким (прямо) і високим (для обходу високих перешкод). Особливість цього кидка в зворотному обертанні, завдяки якому практично відсутня небезпека того, що диск покотиться після падіння на землю.

## Безпека
Місця для гри розташовані зазвичай в громадських парках і фрісбі-диск під час польоту становить певну небезпеку. Іноді відрізки можуть навіть перетинати велосипедну або спортивну доріжку. На газонах і лавках можуть бути люди, які спостерігають, відпочивають, а також інші гравці. Деякі дистанції розташовані по краях полів традиційного гольфу. Гравець, який кидає, не завжди володіє ситуацією, наприклад вітром, і при напрямку фрісбі-диска в бік людей зобов'язаний привернути їхню увагу криком фо-ор! Група гравців повинна відпустити гравців, які розпочали грати раніше, на безпечну відстань.

## Диск-гольф в Україні
Перший турнір з диск-гольфу був проведений у 2015 році, учасниками були гравці алтимат фризбі та грали дисками для алтимату 175 грам, а цілями були дерева. Вже 2016 року в турнірі грали дисками для диск-гольфу, але цілями були дерева та інші предмети в парку. Перший турнір з кошиками для диск-гольфу Lutsk Disc Golf Open відбувся у Луцьку в 2017 році. 
Перший офіційний Чемпіонат України відбувся у Києві в 2018 році, в цьому турнірі взяли участь також іноземні гравці. Наступні роки диск-гольф почав активно розвиватись у різним міста, а у 2020 році зявились перші стаціонарні курси в Києві та Івано-Франківську.

## Чемпіони України з Диск-гольф
2018 - Jeremiah Desrosier (США)
2019 - Богдан Алексєєв (Луцьк, Україна)
2020 - Дмитро Геращенко (Козин Україна)
2021 - Дмитро Геращенко (Козин Україна)
2022 - Богдан Алексєєв (Луцьк, Україна)
2023 - Богдан Алексєєв (Луцьк, Україна)
2024 - Богдан Алексєєв (Луцьк, Україна)

## Різне
Деякі гравці практикують гру в сутінках. До фрісбі-диска прикріплюють світлодіоди і під час польоту він являє собою захопливе видовище. Взимку, коли темніє рано, це залишається єдиним способом пограти в улюблену гру, і не загубити при цьому жодного диска.